# Allobates ignotus
Allobates ignotus é uma espécie de anfíbio anuro da família Aromobatidae. Está presente na Colômbia. Não foi ainda avaliada pela UICN.